# Dönitz (Altmark)
Dönitz is een plaats en voormalige gemeente in de Duitse deelstaat Saksen-Anhalt, en maakt deel uit van de Landkreis Altmarkkreis Salzwedel.
Dönitz telt 138 inwoners.